# Distretto di Liangxi
Il distretto di Liangxi (梁溪区S, Liángxī QūP) è un distretto della Cina, situato nella provincia di Jiangsu e amministrato dalla prefettura di Wuxi.